# Индийско-ливийские отношения
Индийско-ливийские отношения — двусторонние дипломатические отношения между Индией и Ливией. У Индии есть посольство в Триполи, а у Ливии есть посольство в Нью-Дели.

## История
Индия и Ливия поддерживают прочные двусторонние связи. В 1969 году Индия открыла посольство в Индии, а премьер-министр Индии Индира Ганди в 1984 году посетила Ливию. Ливийское правительство при Муаммаре Каддафи было членом Движения неприсоединения и сторонником Индии. Сам Каддафи глубоко уважал Джавахарлала Неру, которого чествовали во время празднования сороковой годовщины правления Каддафи — там он был единственным неарабским и неафриканским лидером.

## Политические связи
На международных форумах Индия в целом поддерживала Ливию. Ливия поддержала претензию Индии на постоянное место в Совете Безопасности ООН. Индия приветствовала резолюцию № 1506 Совета Безопасности ООН от 2003 года, которая отменила санкции, введённые против Ливии, и после этого последовала серия визитов на высоком уровне между двумя странами вплоть до свержения режима Каддафи в 2011 году.
Во время гражданской войны в Ливии Индия воздерживалась при голосовании по резолюциям Совета Безопасности ООН 1970 и 1973 годов, которые разрешали действия НАТО в Ливии. Реакция Индии на убийство Каддафи также подверглась критике как приглушённая.   Хотя Индия была одной из немногих последних стран, признавших Переходный национальный совет Ливии, она согласилась работать с новым органом власти, чтобы помочь восстановить павшее государство. В июле 2012 года от Индии поступило официальное недовольство по поводу того, что посол в Триполи в 2011 году закрыл свою миссию.
Премьер-министр Ливии Али Зейдан — выпускник Университета Джавахарлала Неру в Дели и профессиональный дипломат, который работал в Индии в конце 1970-х годов, в то время как президент Ливии Мухаммед аль-Макриф в 1978—1981 годах был послом Ливии в Индии.

## Индийцы в Ливии
Во время ливийской революции в Ливии проживало 18 000 индийцев. По всей Ливии индийцев уважают как дисциплинированную рабочую силу, а индийские врачи и учителя признаны лучшими в стране. Индия направила два военно-морских корабля INS Mysore и INS Jalashwa для переправки индийцев из Ливии в Египет и Мальту после начала боевых действий между повстанцами и силами Каддафи и получила разрешение на выполнение почти 50 эвакуационных рейсов Air India из аэропорта Триполи.  И хотя большинство из индийцев уехало из Ливии во время вооружённого конфликта, несколько сотен остались, в основном работая в университетах и больницах. После окончания боевых действий в Ливии и формирования там нового правительства Индия частично сняла запрет на эмиграцию индейцев в Ливию в июне 2012 года.

## Экономические отношения
В 2012—2013 годах торговля между Ливией и Индией составила 1,35 миллиарда долларов, при этом торговый баланс в значительной степени идёт больше в пользу Ливии. Экспорт Индии в Ливию составил 144 миллиона долларов, а импорт — 1,2 миллиарда долларов.
Индийские компании государственного сектора, такие как BHEL, Indian Oil Corporation, Oil India и ONGC Videsh, участвуют в углеводородном секторе, а частные компании, такие как i-Flex Solutions, Punj Lloyd, Unitech и Sun Pharma, реализовали проекты. С 1980-х годов индийские компании реализовали несколько инфраструктурных проектов в Ливии, связанных со строительством больниц, электростанций, аэропортов, плотин и линий электропередачи. Несмотря на то, что Ливия — страна, богатая нефтью, Индия импортирует лишь незначительную часть своей нефти из Ливии. Однако индийцы составляют важную часть рабочей силы в строительном и нефтяном секторах, и их денежные переводы в Индию значительны.

## Техническое сотрудничество
Индия расширяет стипендии и обучает ливийский персонал в рамках Индийской программы технического и экономического сотрудничества, Индийского совета по культурным связям и программы «Саммит Индия-Африка». Ливия была связана с Проектом панафриканской электронной сети, осуществляемым Индией.
Ливия и Избирательная комиссия Индии подписали соглашение об обмене опытом и обучении персонала в Ливии проведению выборов. После гражданской войны в Ливии правительство Индии подарило раненым ливийцам 1000 искусственных конечностей серии «Джайпурская нога» и предложило создать индо-ливийский центр протезирования и центры профессионального обучения и исследований. Индия также предоставила Переходному национальному совету Ливии  гуманитарную помощь в размере 1 миллиона долларов и предоставила ему ещё основные лекарства на сумму 1 миллион долларов.